# کالمان دارانی
کالمان دارانی (انگلیسی: Kálmán Darányi; ۲۲ مارس ۱۸۸۶ – ۱ نوامبر ۱۹۳۹) سیاست‌مدار اهل مجارستان بود.

## زندگی‌نامه
کالمان دارانی در ۲۲ مارس ۱۸۸۶ در بوداپست، اتریش-مجارستان به دنیا آمد.
دارانی پس از اخذ مدرک حقوق در سال ۱۹۰۹، کار خود را در خدمات دولتی منطقه‌ای آغاز کرد. در پایان جنگ جهانی اول، او در سرنگونی حکومت کوتاه کمونیستی شرکت کرد. و تا سال ۱۹۲۷ به عنوان عضوی از حزب اتحادیه به پارلمان انتخاب شد. او در سال ۱۹۳۵ وزیر کشاورزی دولت دیولا گومبوش ملی‌گرا و طرفدار فاشیست شد که در ۱۰ اکتبر ۱۹۳۶ زمانی که گومبوش درگذشت، دارانی نخست‌وزیر مجارستان شد. او به سیاست خارجی سلف خود ادامه داد و کشور را با منافع آلمان و ایتالیا همسو کرد.
دارانی در قوانین داخلی خود محدودیت هایی را برای مطبوعات ایجاد کرد، و اختیارات قانونی دولت مرکزی را گسترش داد و اولین اقدامات ضد یهودی را اتخاذ کرد.
او در ۱۴ مه ۱۹۳۸، در میان فشارهای فزاینده راست افراطی استعفا داد. دارانی پس از آن تا زمان مرگش به عنوان رئیس مجلس نمایندگان مجارستان فعالیت می‌کرد.
کالمان دارانی در ۱ نوامبر ۱۹۳۹، در سن ۵۳ سالگی در بوداپست درگذشت.